# IMI TAR-21突擊步槍
TAR-21是一款采用5.56×45mm NATO弹药的以色列突击步枪。TAR-21的含义是“Tavor Assault Rifle - 21st Century”（中文翻譯為「塔沃爾21世紀突击步枪」）。其名字是來自他泊山（Mount Tabor）。它曾是吉瓦提步兵旅（2006年8月起）、戈兰尼步兵旅（2008年8月起）和納哈爾步兵旅（2010年）等多個單位的制式武器。然而隨著最新型的塔沃爾X95已成為以色列国防军一線部隊的制式突击步枪，舊版的TAR-21因此被降級為二線部隊的武器。
為了便捷起見，除了表示其型號，以下本文一律以塔沃爾（Tavor的中文翻譯）之作為文章中的簡稱。

## 设计

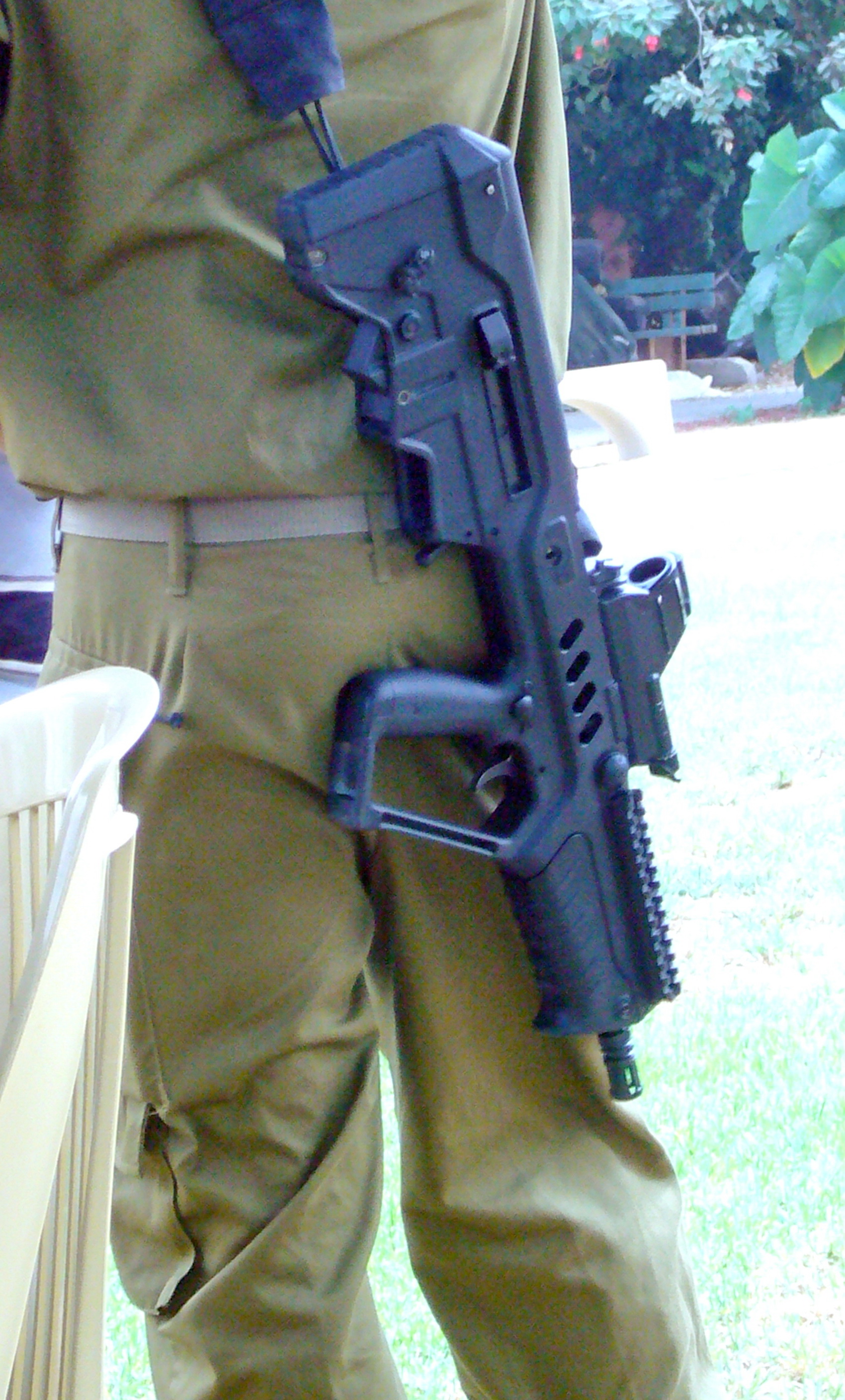
裝備了緊湊型號的CTAR-21的以色列士兵。

塔沃爾和法国的FAMAS、奥地利的斯泰爾AUG、伊朗的KH-2002、中国的QBZ-95、比利时的FN F2000和FN P90等一样采用了设计。TAR-21拥有卡宾枪的长度以及步枪的槍口初速和动能，无托设计同時将士兵的轮廓大幅減少，增加了士兵在巷战之中的灵活性。但缺点就是昂貴。
塔沃爾的設計是先考慮更先進的人體工程學設計和复合材料等問題，令使用者可以使用一枝更舒適和更可靠的步槍，例如令塔沃爾更加防水和輕量化。塔沃爾有一個用作後備的金屬機械照門及準星，但最主要的還是一個設計外型先進的反射式瞄準鏡（ITL MARS），亦可以將反射式瞄準鏡拆除和安裝其他瞄準鏡、夜視鏡、其他電子裝備甚至火控系統。塔沃爾的左右两侧皆有弹匣卡笋按钮，因此左撇子射手可以轻易地适应这把枪。但是切换按钮的方向需要把全枪的一部份拆开，所以在战场上没有办法很快地完成这项工作，必需在戰鬥以前完成。
塔沃爾采用了北約制式步槍子弹（5.56×45 NATO）和标准的STANAG彈匣（M16的彈匣），而T.A.R. 21更可以安装M203 PI。它的快慢机在握把的上方，可以调成半自动以及全自动射击，拇指可輕鬆操作。

## 衍生型
塔沃爾亦有多種不同的版本：

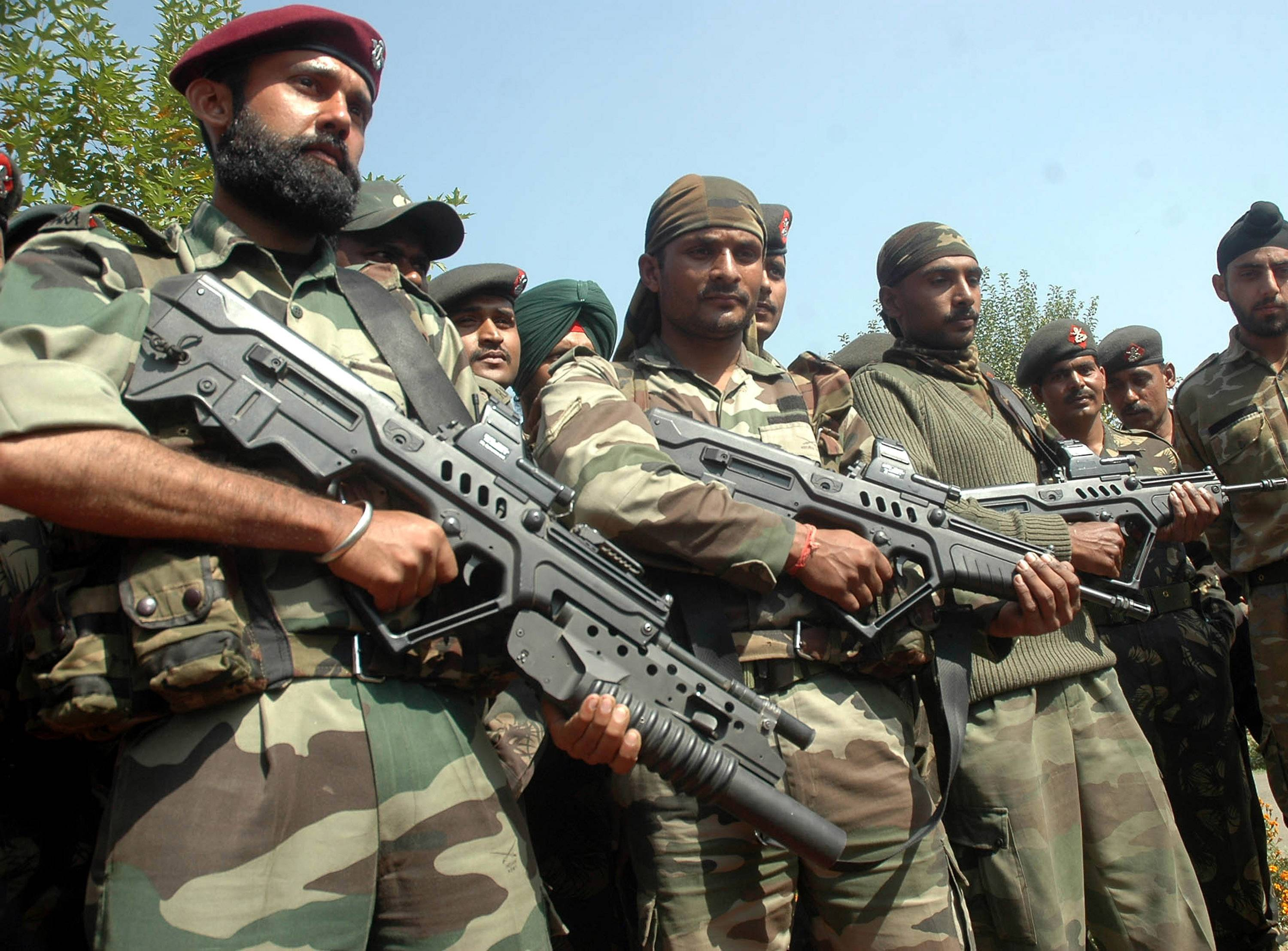
印度傘兵突擊隊所裝備的Zittara步槍附接MKEK T-40榴彈發射器

- T.A.R. 21—標準型號，適合作為步兵的多用途武器。
- G.T.A.R. 21—只有標準型號才能變成的型號，在槍管下裝上專用連接裝置後才能裝上40毫米槍管下掛式榴彈發射器，例如M203和土耳其MKEK T-40附接式榴彈發射器。
- C.T.A.R. 21—緊湊型號，縮短槍管以減輕總重量，適合作為突击队和特種部隊的武器。
- S.T.A.R. 21—在TAR-21標準型的護木的位置裝上折疊式兩腳架，並在機匣頂部裝上Trijicon製、4倍率的ACOG光學瞄準鏡，以充當狙击步枪和精確射手步槍的型號。
  - Zittara—印度當地生產版本的MTAR-21微型塔沃爾改進型，以發射印度研製的5.56×30毫米子彈。這些新型T.A.R. 21系列步槍裝有經過修改的單塊式槍托和新型瞄準具，以及土耳其製MKEK T-40槍管下掛式榴彈發射器。

### 微型塔沃爾（M.T.A.R. 21 (X95)）

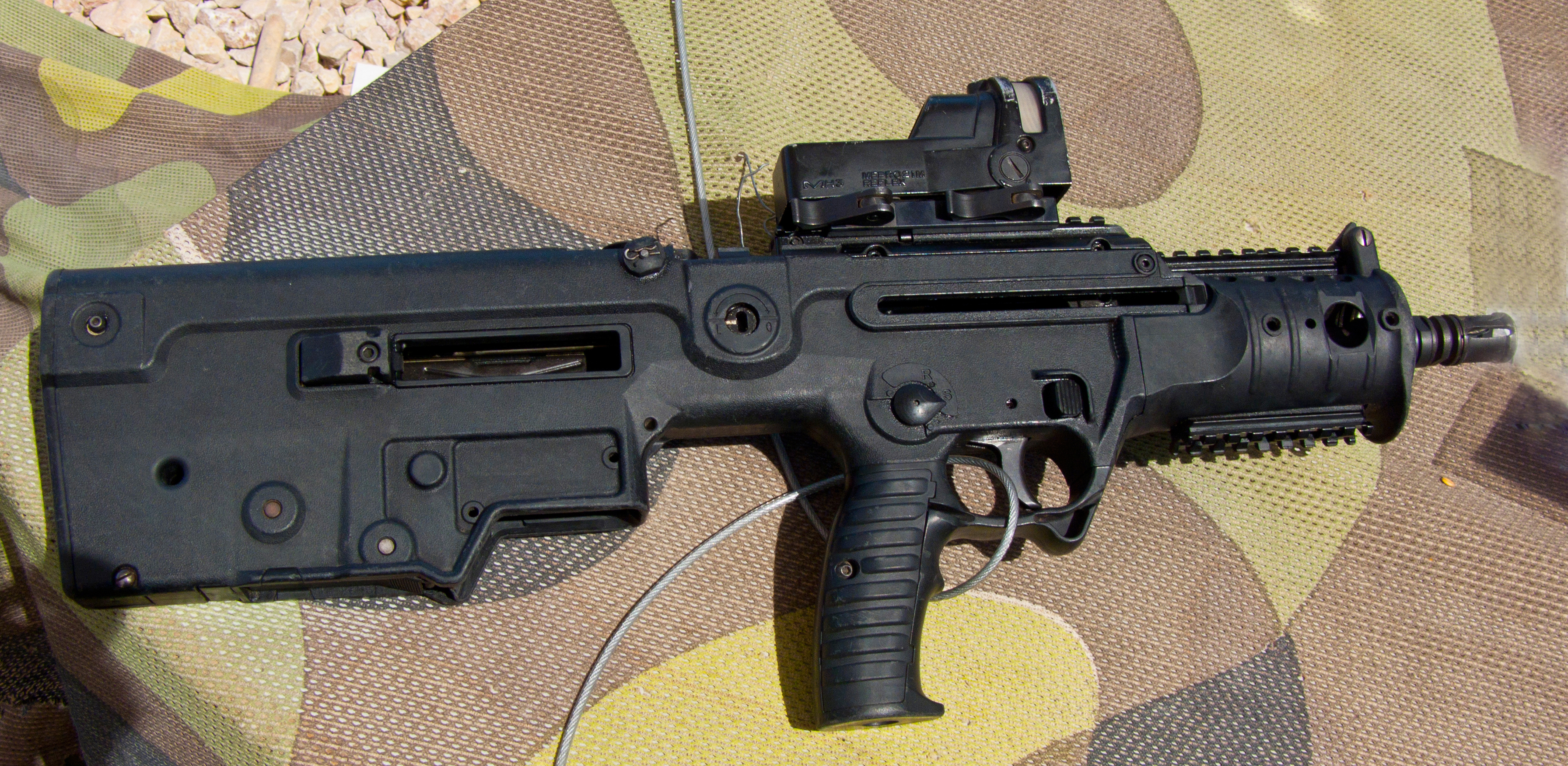
2011 年 IDF 展會上配備 Meprolight 反射瞄準器的 Micro-Tavor

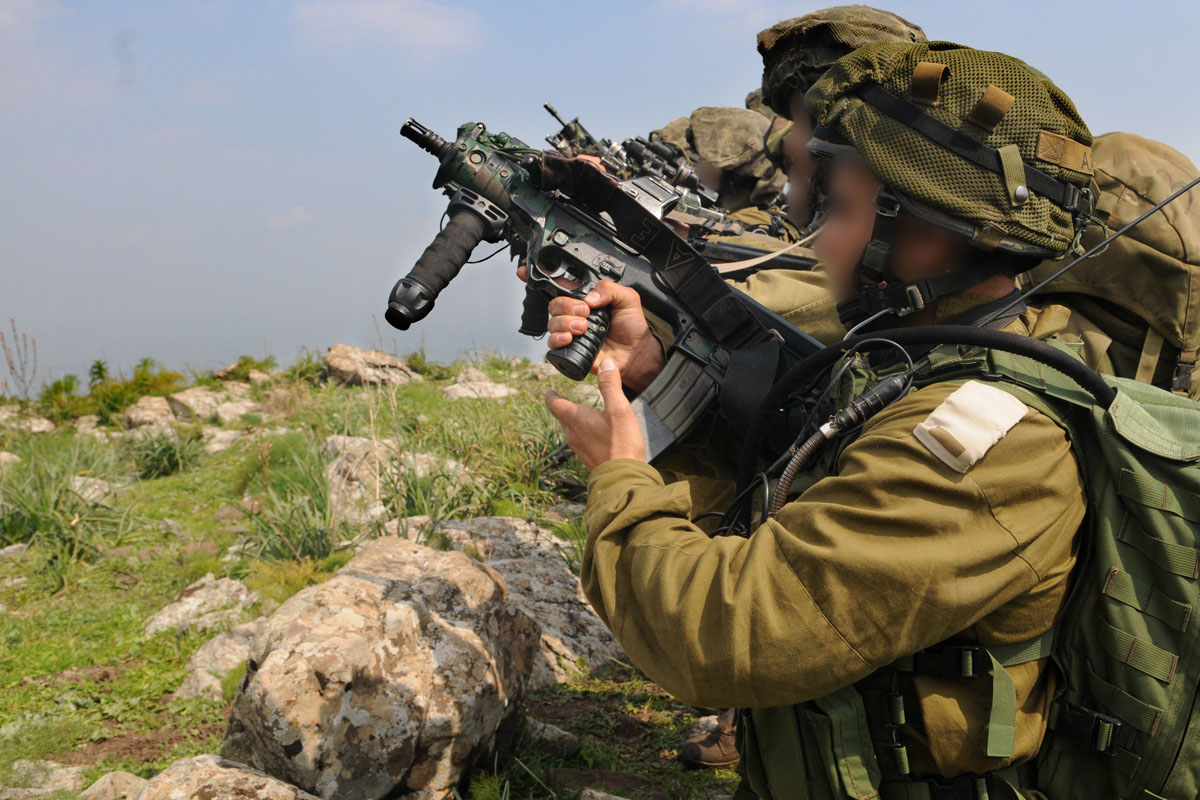
使用MTAR-21的以色列國防軍

微型塔沃爾（Micro Tavor，M.T.A.R. 21），有時又被簡稱為X-95和Tavor-2，是一枝外型上獨立於塔沃爾系列和極其緊湊的武器。其非常緊湊的外型是專為軍事上的特種部隊而設計，因為他倆通常是不會使用較長的突擊步槍。
只要使用一套簡單的零件轉換套件包，就可以把M.T.A.R. 21由原來的5.56×45mm NATO子弹的突击步枪改為9毫米口徑子弹的冲锋枪，彈匣來自烏茲衝鋒槍，有20、25及32發三種（亦有40及50發彈匣）。另外，亦有一種整體式消聲器型的槍管也可以加裝到M.T.A.R. 21上，它亦是9毫米口徑零件轉換套件包的一部份。目前微型塔沃爾專用的槍管下掛式榴彈發射器已經開始開發。
2009年11月，微型塔沃爾被以色列国防军選定為未來的標準步兵武器，並且優先於所有其他型號的塔沃爾步槍。

### 民用型半自動塔沃爾
半自動型塔沃爾卡宾枪首次在2002年的SHOT Show之中出現，並在當時宣布IMI和巴雷特公司已經達成協議，在美國製造半自動型塔沃爾和銷售，作為塔沃爾的民用化衍生型。這可能是因為為了讓以色列採購塔沃爾而且減少使用在美國軍事援助計畫上的資金。而更長遠的原因本是根據美國的軍事援助計畫協議上的表示，必須花費大量資金用於購買美國製造的武器。不過，IMI和巴雷特之間所達成的協議從來沒有一個確定，以及半自動型塔沃爾卡宾槍在2002年的SHOT Show之中顯示從來沒有生產，雖然到了最近數年其具體的設計終於浮現。
目前的塔沃爾型卡賓槍，由以色列的IMI製造，在設計時略有縮短槍管，否則就會和標準型號的T.A.R. 21步槍的槍管相同。截至2008年，它是在加拿大提供給民用客戶購買。加拿大的民用型塔沃爾型卡賓槍裝備了Mepro製反射式瞄準鏡和更長的18.5英吋槍管，以滿足加拿大法例半自動步槍有槍管長度最少要18.5英寸的規定。
有一份來自查爾斯·戴利公司總裁Kassnar的報告指出，此槍正在計劃用作進口，或者在美國最少建立部分塔沃爾的市場，這是透過查爾斯·戴利的論壇釋放。然而，查爾斯·戴利已經停止營業和為美國民用市場銷售半自動民用型版本的塔沃爾卡宾枪。

## 在以色列國防軍服役

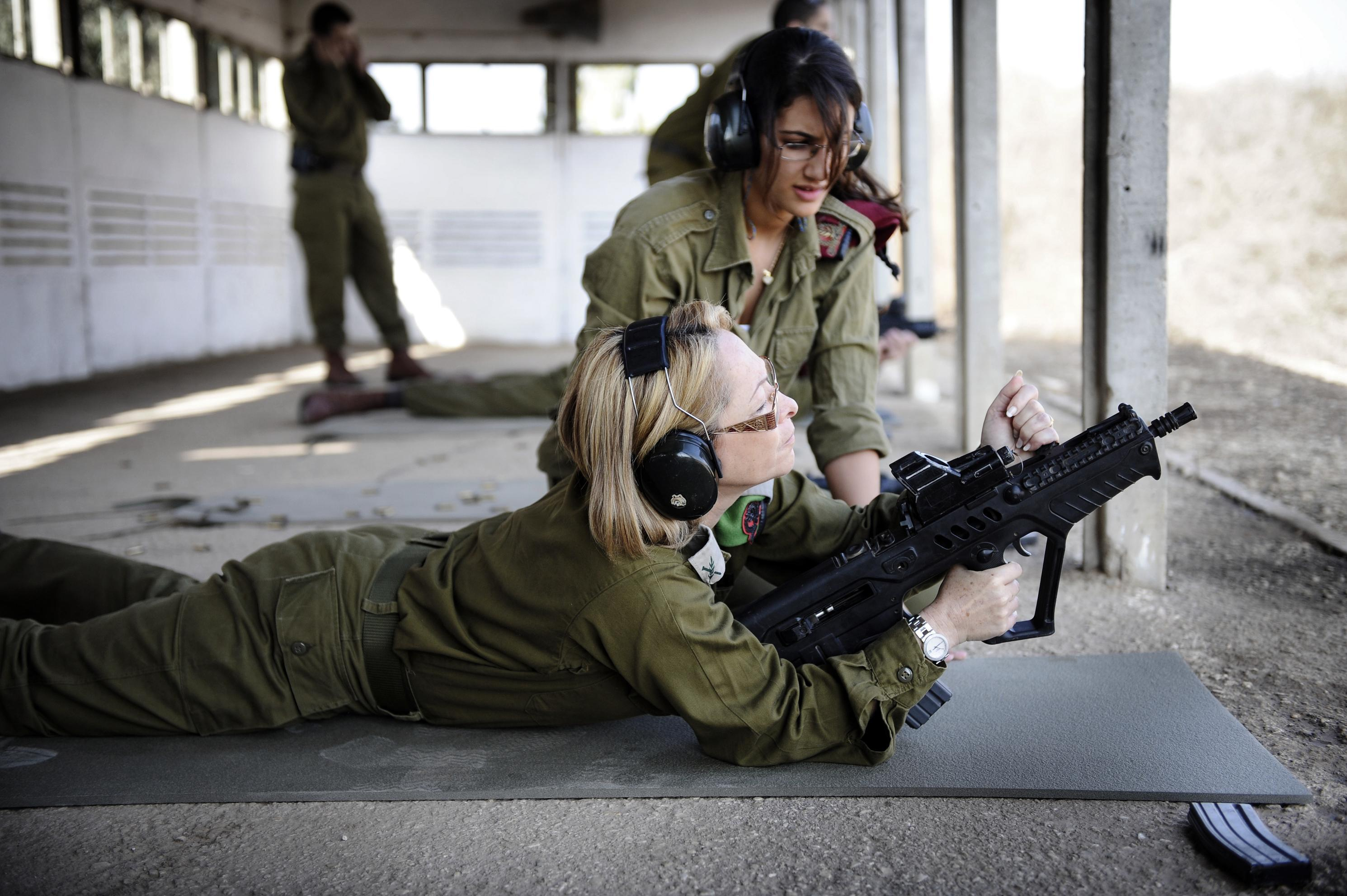
使用C.T.A.R.-21進行訓練的以色列女兵

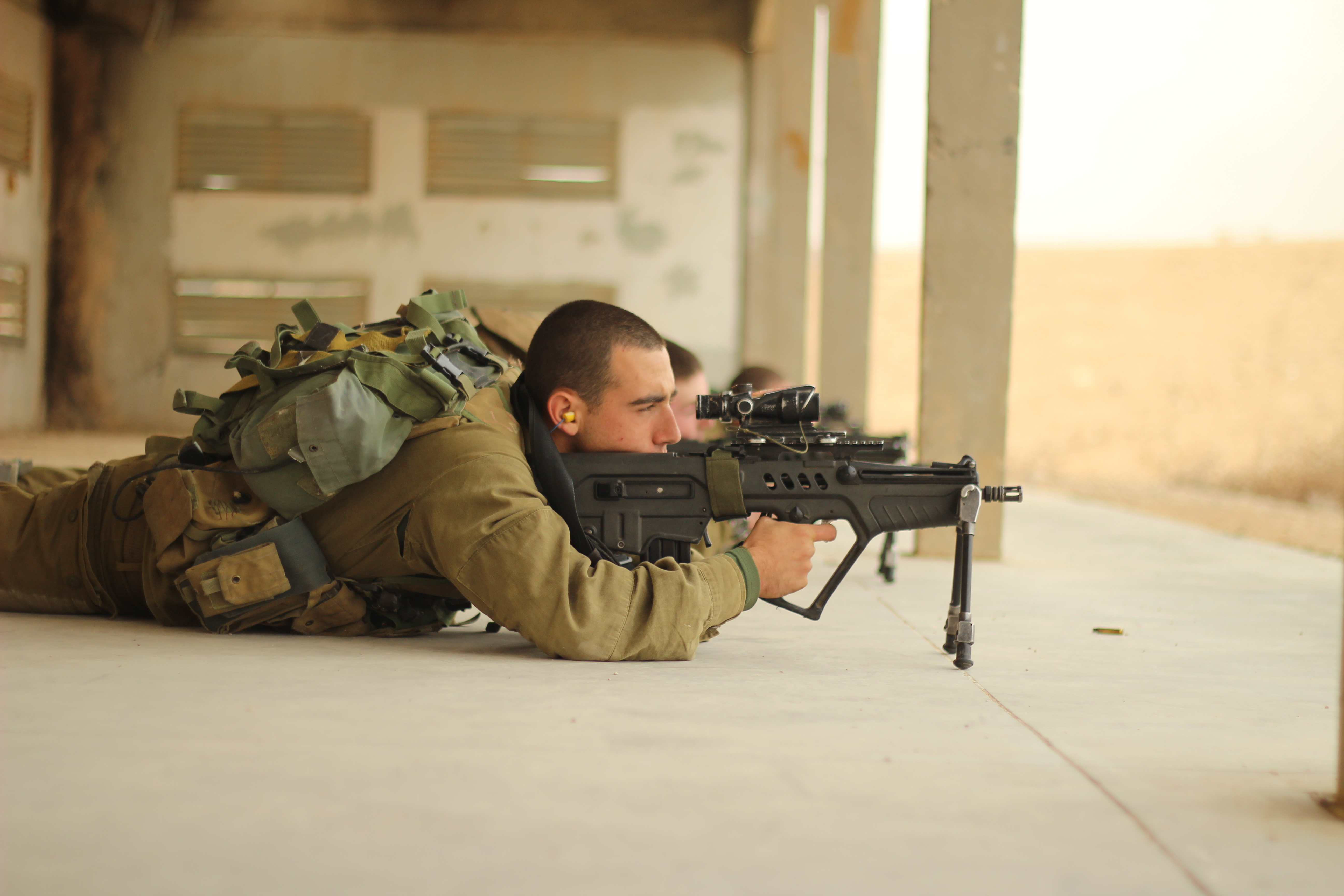
以色列國防軍的一名士兵正在射擊一把 Tavor C.T.A.R.-21

經過了以色列国防军步兵訓練單位的首次測試後，塔沃爾被分發至吉瓦提步兵旅並首次出現在防盾作戰。塔沃爾在是次作戰之中顯著地證明其初步成效良好，並在廣泛的實地測試之中被認為塔沃爾比M4卡賓槍是明顯地更準確、更可靠以及更舒適；但戰鬥過後所得出的數據證明當時正廣泛地使用的M16步槍與其衍生型將會繼續留在以色列国防军服役一段時間；一方面則是因為他們的單位購買費用大約只是塔沃爾的三分之一。塔沃爾曾經出現過沙粒進入膛室內而產生問題的情況，但據報在經過了許多的調整之後問題已經獲得了解決。而在2008年至2009年期間位於加沙地带的加沙戰爭之中，士兵們認為塔沃爾步槍的表現已經相當完美，沒有繼續改進的需要了。
塔沃尔步枪曾在以色列国防军的吉瓦提步兵旅和戈兰尼步兵旅，以及其他特種部隊單位服役，而納哈爾步兵旅亦在2010年改為裝備塔沃爾系列步槍。以色列国防军預計仍然需要一段很長的時間，才能力求所有地面部隊都裝備塔沃爾系列步槍。[此槍目前亦被以色列監獄局等執法單位所採用。
根據2009年11月的宣布，微型（Micro Tavor，M.T.A.R. 21）將會取代原來的所有T.A.R. 21，並且另外加上一種新型槍管下掛式榴彈發射器並且一起在2011年成為的以色列國防軍制式步兵武器。

## 使用國

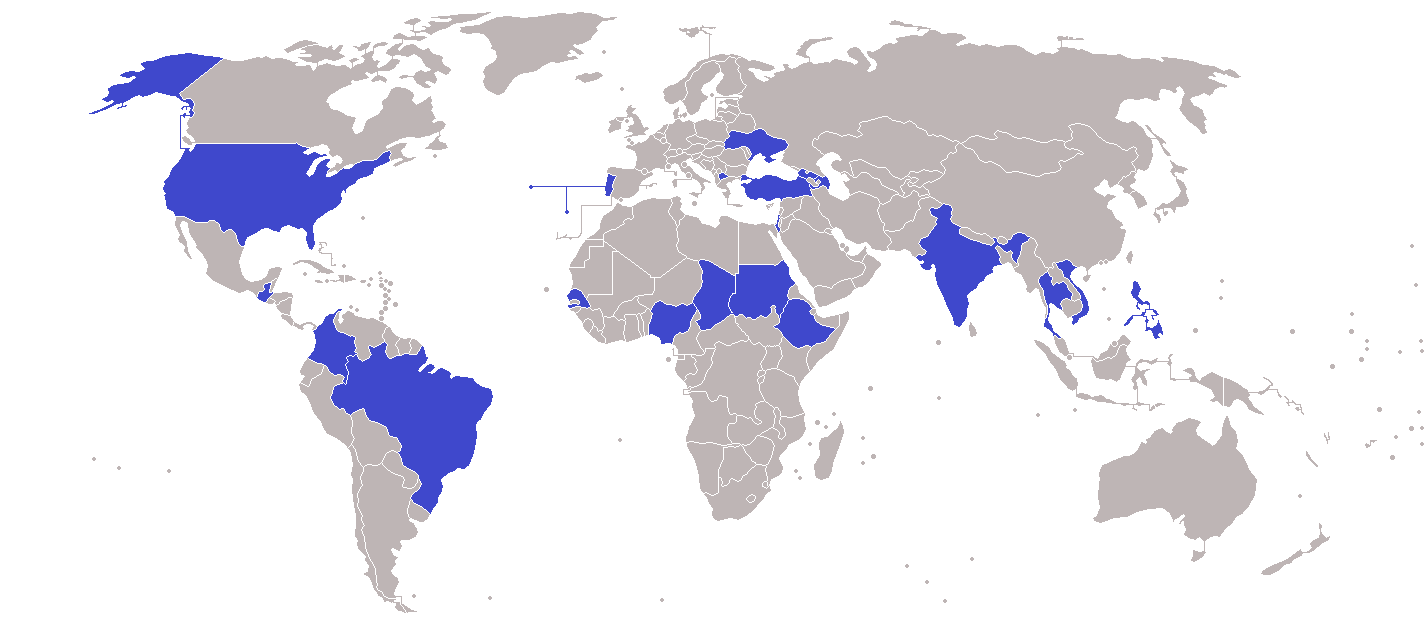
目前已知使用塔沃爾系列步槍的國家。

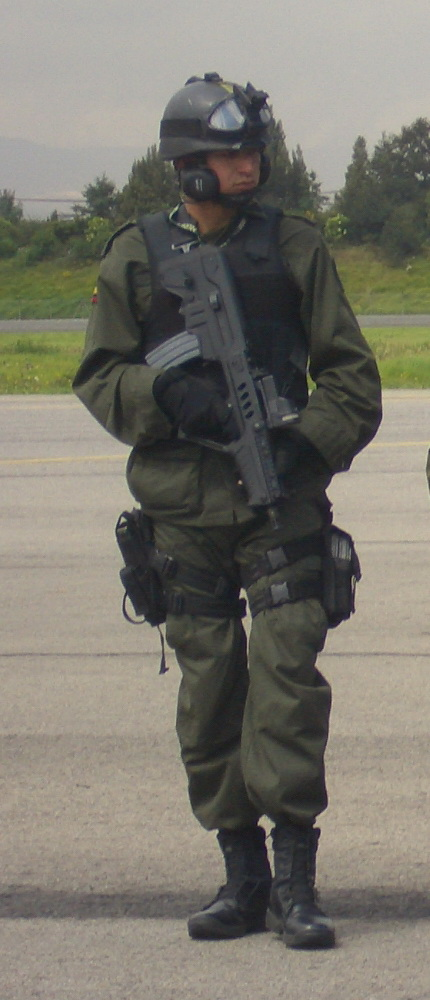
哥伦比亚士兵使用塔沃爾步槍

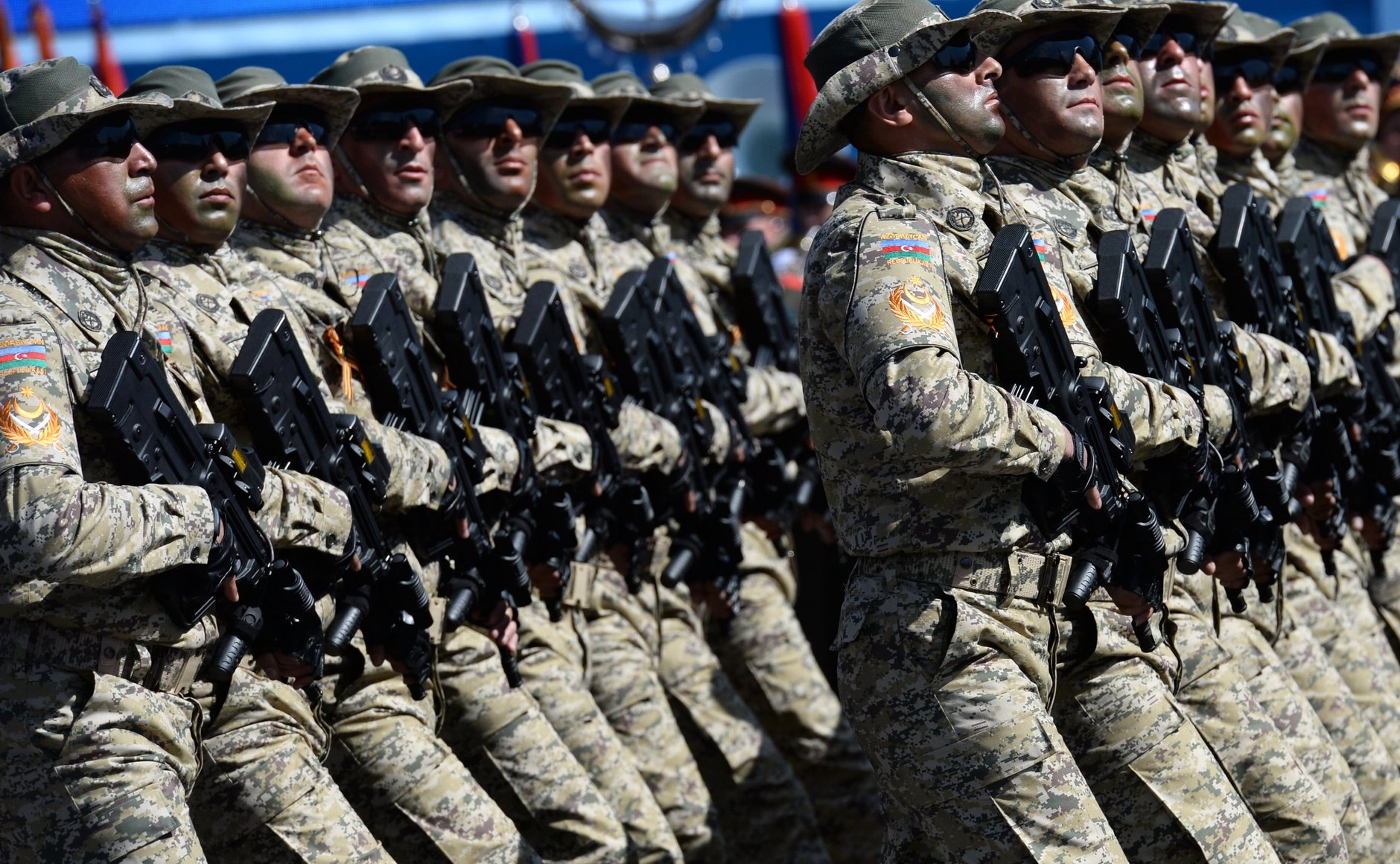
2015年紅場閱兵中手持塔沃爾步槍於紅場上受閱的阿塞拜疆士兵

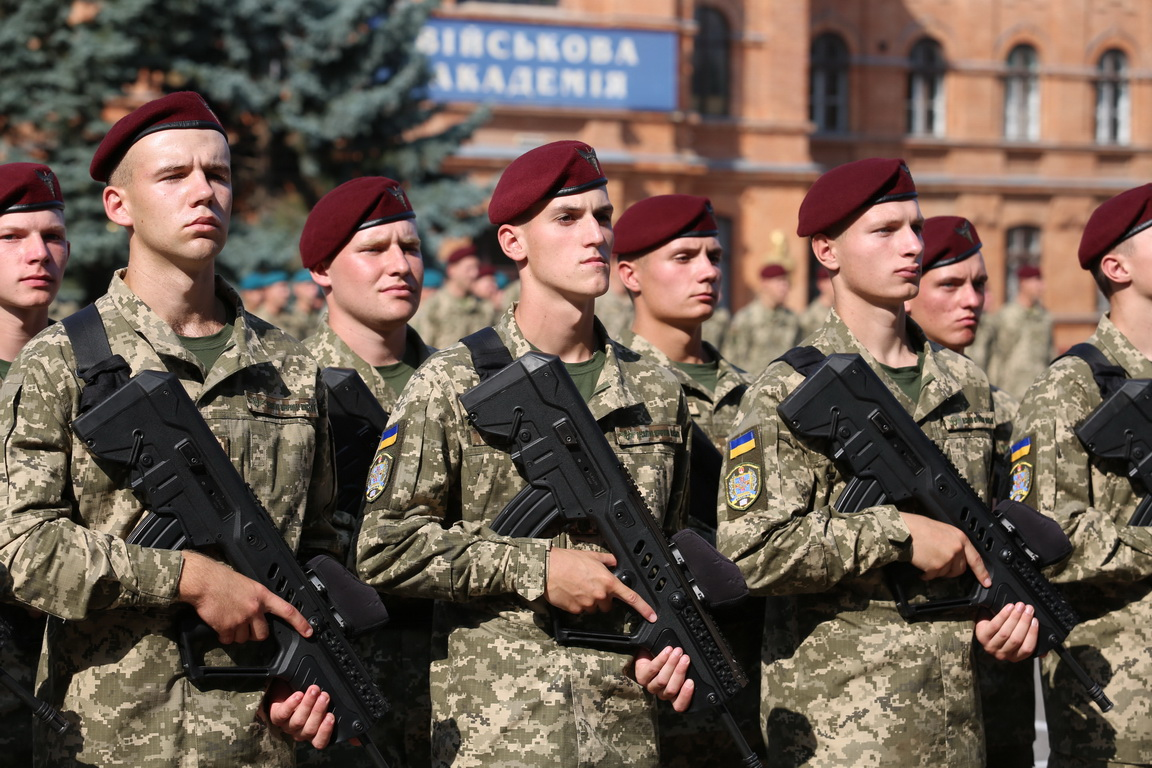
烏克蘭軍裝備的TAR-21

- 阿尔巴尼亚
  - 邊防警衛
- 安哥拉
  - 安哥拉陸軍特種部隊
- ：特種部隊的制式步槍，但政府亦同時計劃以大量塔沃爾步槍來取代其標準型AK-74突击步枪。[10]
  - 阿塞拜疆陸軍特種部隊
- 巴西：金牛座軍事工業公司取得IMI授權特許生產塔沃爾系列步槍[11]
  - 邊防部隊
- 喀麦隆
  - 喀麥隆陸軍（英语：Cameroon Armed Forces）特種部隊
- - 乍得國家軍隊（英语：Chadian National Army）：自2006年起開始列裝陸軍。
- 智利
  - 智利刑事警察（英语：Investigations Police of Chile）
- 哥伦比亚：一共購入30,000枝塔沃爾系列步槍。
  - 分組城市反恐特種部隊[12]
  - 哥倫比亞國家陸軍（英语：National Army of Colombia）特種部隊
- - 克羅地亞武裝部隊特種作戰旅（英语：Special Operations Battalion (Croatia)）
- 衣索比亞
  - 要員保護單位[13]
- ：以大約6500萬美元進口約7,000枝塔沃爾系列步槍（包括不同衍生型和榴彈發射器），用以取代大量AK-74及其衍生型[12]，曾在2008年的南奥塞梯战争之中投入使用。目前已普遍被M4卡賓槍所取代。
  - 喬治亞武裝部隊
  - 喬治亞內務部（英语：Ministry of Internal Affairs of Georgia）
- ：裝備警察及民事警察部隊，用作例行以及特別行動[14]。
  - 危地馬拉國民警察（英语：Policía Nacional Civil (Guatemala)）
- 印度：2002年後期，以8.8億印度盧比（約1770萬美元）購入約3,070枝塔沃爾系列步槍[15]。2005年，再購入350至400枝塔沃爾系列步槍。後來塔沃爾系列步槍被武裝部隊宣布是“操作上不能令人滿意”，必需進行改革的建議已被提出。[16]最後決定在當地生產塔沃爾系列步槍並名為「Zittara」，並在部隊服役。
  - 印度武裝部隊
  - 特別邊防部隊
  - 中央後備警察部隊
- 印度尼西亞
  - 印尼國家警察（英语：Indonesian National Police）機動旅（英语：Mobile Brigade Corps）
- 以色列
  - 以色列國防軍：已被IWI X95及M4卡賓槍所取代，目前僅裝備二線部隊及用於訓練。
- - 象牙海岸共和國武裝部隊（英语：Armed Forces of the Republic of Ivory Coast）特種部隊
- 墨西哥
  - 墨西哥城公安部
  - 墨西哥陸軍（英语：Mexican Army）
  - 墨西哥空降部隊
  - 墨西哥海軍陸戰隊
- 尼泊尔
- 奈及利亞
  - 尼日利亞國家安全局（英语：State Security Service (Nigeria)）
  - 尼日利亚海军舟艇特勤團（英语：Special Boat Service (Nigeria)）
- 北馬其頓[17]
  - “猛虎”特警部隊
- 秘魯
  - 秘魯武裝部隊
- 菲律賓[18]
  - 菲律賓海軍陸戰隊
  - 菲律賓緝毒局（英语：Philippine Drug Enforcement Agency）
  - 菲律賓國家警察
- 葡萄牙：TAR-21亦嘗試參與葡萄牙三軍和特警單位的招標，最後落選[19][20][21]。
  - 葡萄牙司法警察（英语：Polícia Judiciária）人質談判小組
- 卢旺达
  - 盧旺達國防軍
- 塞内加尔
  - 塞內加爾陸軍（英语：Armed Forces of Senegal）特種部隊
- 泰國：第一批約15,000枝塔沃爾系列步槍，2008年9月9日訂下第二批約15,037枝，第三批約13,868枝以合共$27.77萬（約96,499.0萬泰銖）購入[22][23] [24]。
  - 泰國皇家陸軍
  - 泰國皇家海軍陸戰隊
- 土耳其
  - 土耳其武裝部隊總參謀部（英语：General Staff of the Turkish Armed Forces）特種部隊司令部（英语：Special Forces Command (Turkey)）
  - 土耳其空軍戰鬥搜索及救援組
- 乌干达
- 乌克兰：由IWI和RPC Fort（英语：RPC Fort）共同生產塔沃爾系列突擊步槍（Fort-221），並分發至烏克蘭軍隊和特警隊內服役[25]
  - 烏克蘭武裝部隊
  - 烏克蘭內務部
- 美国
  - 賓夕法尼亞州美國國會警察（TAR-21 SAR）
  - 新澤西州萊克伍德警察局
  - 德克薩斯州伊達爾戈縣警長辦公室（英语：Hidalgo County Sheriff's Office (Texas)）
- 越南
  - 越南人民軍海軍[26]

### 組織
- 哈馬斯：從以色列士兵繳獲使用。

## 流行文化

### 電視節目
- 2006年—《新世代武器（英语：Future Weapons）》

### 電影
- 2004年—：型號為TAR-21和CTAR-21，裝上瞄準鏡和電筒，分別由尤里·洛吉諾娃（斯蒂芬·海斯飾演）和尼古拉（扎克·瓦德飾演）所使用。
- 2012年—：型號為CTAR-21，裝有Mepro 21反射式瞄準鏡和電筒，普遍地由保護傘公司的隊員們所使用。其中一枝被艾達·王（李冰冰飾演）繳獲使用。
- 2013年ㄧ：型號為TAR-21，在感染者淪陷到以色列的一幕當中，由以色列陸軍步兵旅所使用。

### 電子遊戲
- 2004年—《特種部隊Online》：2010年5月4日正式推出原版TAR-21，目前推出的樂透武器版本： 
  - 鎮魂曲TAR-21
- 2007年—：使用啞黑色槍身，裝有EO-Tech全息瞄準鏡，並對殭屍有加倍擊退力，奇怪地在射擊時拉機柄會隨同槍栓一同覆進，無彈後定時還會隨槍栓一同向後鎖定。港台地區和中国大陆地區於2010年9月29日推出，前者命名為「炎殺黑龍」，为GP武器；後者命名為「塔沃尔」，为活动专属武器；在各地版本均已開放使用。
- 2007年—《穿越火线》
- 2008年—《戰地之王》：包括原型TAR-21及其特殊涂色版本，該款由步槍兵使用，而衍生型为X95R，則由偵查兵使用。
- 2009年—及重製版：命名為“TAR21”，戰役模式及特種行動模式中由141特遣隊、俄羅斯聯邦安全局特種部隊及俄羅斯極端民族主義黨武裝力量等多個陣營所使用。聯機模式於等級20解鎖，並可使用榴彈發射器、下掛式霰彈槍、MARS瞄準鏡、紅點鏡（只限於單人模式及特種作戰模式）、全息瞄準鏡、消音器、心跳探測儀、ACOG光學瞄準鏡、熱能探測式瞄具、全金屬披甲彈（英语：Full metal jacket bullet）及延長彈匣（增至45發）。
- 2012年—《戰爭前線》：型號為TAR-21，CTAR-21以及STAR-21。
  - TAR-21命名為“Tavor TAR-21”，綠色槍身，為步槍手專用武器，同时黑色枪身版本在PVE模式中加装激光瞄准器由黑木帝国特种兵所使用，30發彈匣，高級解鎖。可以改装枪口配件（通用消音器、突击消音器、突击制退器、突击刺刀）、战术导轨配件（通用握把、突击握把、突击握把架、枪挂型榴弹发射器）以及瞄准镜（EOTECH 553全息瞄准镜、绿点全息瞄准镜、ELCAN SpecterDS瞄准镜、红点瞄准镜、步枪高级瞄准镜、Trijicon ACOG瞄准镜）。擁有巴西世界杯專屬塗裝及流光迷彩塗裝兩個改裝版本。
    - 巴西世界杯版本為活動專屬武器，強化載彈量；流光迷彩版本為STEAM專屬DLC特供武器，只能通過購買DLC獲得，強化威力與載彈。

  - CTAR-21命名為“Tavor CTAR-21”，沙色槍身，為工程兵專用武器，30發彈匣，可以改装枪口配件（通用消音器、冲锋枪消音器、冲锋枪制退器、冲锋枪刺刀）、战术导轨配件（通用握把、冲锋枪握把、冲锋枪握把架）以及瞄准镜（EOTECH 553全息瞄准镜、绿点全息瞄准镜、红点瞄准镜、冲锋枪普通瞄准镜、冲锋枪高级瞄准镜、冲锋枪专家瞄准镜）。擁有皇冠幣專屬塗裝版本以及黄金版本，強化威力與載彈。
    - 通常版本中國大陸伺服器為K點武器，歐美與俄羅斯伺服器為抽獎武器；皇冠版本為活動專屬武器。
      - 此槍在中國大陸伺服器有所削弱，威力減少且後座加大

  - STAR-21拥有通常版与海军蓝色两个版本，均为狙击手专用武器：
    - 海军蓝色版本命名為“Tavor STAR-21 海軍藍”，海軍藍色槍身，20發彈匣，可以改装枪口配件（通用消音器、狙击枪消音器、狙击枪制退器）、战术导轨配件（狙击枪双脚架、特殊狙击枪双脚架）以及瞄准镜（狙击枪5.5x瞄准镜、狙击枪4.5x中程瞄准镜、狙击枪4x短程瞄准镜、狙击槍5x快速瞄准镜）。
      - 中國大陸伺服器原為K點武器，射速提高且為全自動，在生存模式地圖“大白鯊”推出后被下架，現在只可通過生存模式地圖“大白鯊”通關獎勵箱幾率獲得以及活動獲得；歐美與俄羅斯伺服器為專家解鎖，射速較低且為半自動。

    - 通常版命名為“Tavor STAR-21”，黑色槍身，20發彈匣，为抽奖武器，可以改装枪口配件（通用消音器、狙击枪消音器、狙击枪制退器）、战术导轨配件（狙击枪双脚架、特殊狙击枪双脚架）以及瞄准镜（狙击枪5.5x瞄准镜、狙击枪4.5x中程瞄准镜、狙击枪4x短程瞄准镜、狙击槍5x快速瞄准镜）。
      - 目前欧美伺服器已經實裝該槍，性能與中國大陸伺服器的海軍藍版本相同。但是根据官方透露此武器可能不会再上架，可能濒临绝版。
- 2013年—《俠盜獵車手5》：命名為“高階步槍”。
- 2013年—：型號為TAR-21及CTAR-21，分別被命名為「TRG-21」及「TRG-20」，遊戲中由「自由及獨立軍」（FIA）所使用。
- 2015年—《少女前線》：以4星突擊步槍（AR)登場，在劇情中是內蓋夫小隊的一員。立繪為裝備了Meprolight MEPRO M21反射式瞄準鏡的Tar-21。
- 2016年—：型号为CTAR-21，拥有近未来的造型以及G36式样的导轨提把，并且加装瞄准镜。游戏中未具名，由黑色十一月组织所使用。
- 2017年—：型号为TAR-21，可自行更改迷彩、瞄准镜、弹匣、下枪管配件、枪轨、枪管和枪口配件，从武器箱中得到。
- 2017年—《硝云弹雨》：型号CTAR-21以及GTAR-21，作为“冲锋队”职业可用武器之姿出现：
  - CTAR-21命名为“黑暗守卫”，加装全息瞄准镜，奇怪的使用9×19毫米弹鼓装填却只装填35发，为冲锋队职业初始武器。
  - GTAR-21命名为“追踪者”，加装红点瞄准镜却奇怪的反向安装，在冲锋队职业等级达到4级时可解锁使用。
- 2019年—：第一季新增武器，型號為CTAR-21（預設），帶有塔沃爾7型的部份特徵，命名為“RAM-7”，可進行定制改裝。
- 2023年—《蔚藍檔案》：歌住櫻子的固有武器「淨化之手」原型。
- 2023年—《決勝時刻：現代戰爭III》：型號為CTAR-21和CTAR-21 9毫米口徑轉換型，分別命名為“RAM-7”（第一季實裝）和“RAM-9”（第二季實裝）。
- 2024年—《浩劫殺陣2：車諾比之心》：命名為「Fora-221」。

### 輕小說
- 2011年—《IS〈Infinite Stratos〉》：其中一位來自法國的女主角─夏綠蒂·迪努亞所操作的IS（作品中的女用空戰人形機甲）「疾風·里凡穆特裝二型」（法語：Rafale Revive Custom Ⅱ）的其中一種武器「風」的外型就是仿製自TAR-21突擊步槍。故事中為55口徑突擊步槍，標準規格彈匣的容量為16發子彈。

### 動畫
- 2008年—《魔法禁書目錄》：型號為CTAR-21，裝上ITL MARS一體化紅點鏡，由獵犬部隊所使用。

## 資料來源
1. 1 2 3 4 5 6 7 8 9 10  .   [2009-07-23]. （原始内容存档于2004-10-12）.
2. ↑  （希伯来文）—.   [2009-11-19]. （原始内容存档于2009-11-22）.
3. ↑  http://www.gunblast.com/SHOT_2002_2.htm （页面存档备份，存于） SHOT Show 2002 Day 2 report
4. ↑  .   [2010-08-31]. （原始内容存档于2008-10-19）. IWI Tavor civilian semi-automatic carbine.
5. ↑  .   [2009-07-23]. （原始内容存档于2009-06-01）.
6. ↑  （希伯来文）—לאור תפקודו במבצע: אין עוד צורך בשיפור התבור （页面存档备份，存于）
7. ↑  .   [2009-07-23]. （原始内容存档于2010-09-24）.
8. ↑  Female soldiers will be using the Tavor for the first time - IDF Spokesperson Website （页面存档备份，存于） July 26, 2009
9. ↑  .   [2009-11-19]. （原始内容存档于2009-11-22）.
10. ↑  . 2008-06-26  [2009-04-01]. （原始内容存档于2008-09-05）.
11. ↑   (PDF).   [2009-03-29]. （原始内容 (PDF)存档于2009-02-06）.
12. 1 2  http://fr.jpost.com/servlet/Satellite?pagename=JPost/JPArticle/ShowFull&cid=1196847365211%5B%5D
13. ↑  .   [2009-07-23]. （原始内容存档于2011-07-17）.
14. ↑  . The Indian Express: 2. 2009-06-05  [2009-06-09]. （原始内容存档于2009-06-09）.
15. ↑  .   [2009-07-23]. （原始内容存档于2008-12-16）.
16. ↑  .   [2010-06-15]. （原始内容存档于2011-12-21）.
17. ↑  Ben-David, Alon（September 23, 2009）. "In the Line of Fire: Infantry Weapons". Jane's Defence Weekly（ISSN: 02653818）.
18. ↑  （葡萄牙文）—Tavor assault rifle, article at the Armas & Munições n.º 3
19. ↑  （葡萄牙文）—Substituição da G-3: Governo recorreu para o Supremo （页面存档备份，存于）, Diário Digital
20. ↑  （葡萄牙文）—Militares vão continuar a utilizar as velhas 'G3' （页面存档备份，存于）, Diário de Notícias
21. ↑  DefenseNews.com[永久] Thailand Plans $191.3M Arms Purchase
22. ↑  Cabinet nod for Israeli rifles
23. ↑  .   [2010-04-11]. （原始内容存档于2014-02-22）.
24. ↑  .   [2008-12-18]. （原始内容存档于2008-10-15）.
25. ↑  .   [2012-04-06]. （原始内容存档于2012-04-11）.

## 外部連結
- （英文）—Indian-Military.org article on Tavor TAR-21[永久]
- （英文）—Israel Weapon Industries（I.W.I.）: TAVOR T.A.R 21 5.56 mm
- （英文）—Israel Weapon Industries（I.W.I.）: Micro TAVOR M.T.A.R 21 5.56 mm / 9 X 19 mm
- （英文）—Tavor Israeli Weapons: The TAR-21 Tavor assault rifle
- （英文）—Tavor-2 : Tavor-2 Advanced Assault rifle and Micro-Tavor
- （英文）—Modern Firearms—Tavor TAR-21 assault rifle（页面存档备份，存于）
- （英文）—Arms World（页面存档备份，存于）
- （英文）—Israel's Infantry 2000 program
- （英文）—Multi-Purpose munitions for the Tavor
- （英文）—Tavor Program Update
- （英文）—TAR 21 Indian made version (Zittara) manufactured by IOF（页面存档备份，存于）
- （中文）—简评国产QBZ95B与以色列TAR-21短步枪（页面存档备份，存于）
- （中文）—以色列携新型TAR步枪北京参展各国关注（页面存档备份，存于）
- （中文）—印度特种部队9月接收TAR21塔沃尔突击步枪（页面存档备份，存于）
- （中文）—人民網—以色列精英旅選裝Tavor系列突擊步槍（页面存档备份，存于）
- （中文）—Civilian Gunner—以色列TAR21（页面存档备份，存于）
- （中文）—槍炮世界—Tavor系列突击步枪（页面存档备份，存于）